# Fattorie decorate di Hälsingland
Le Fattorie decorate di Hälsingland (in svedese: Hälsingegård) sono degli edifici rurali del passato tipici della provincia storica di Hälsingland in Svezia.
Nella regione ne esistono ancora circa un migliaio, sette di queste nel luglio del 2012 sono state incluse nel Patrimonio dell'umanità dall'UNESCO.

## Storia
Le fattorie decorate di Hälsingland risalgono ad un periodo compreso tra il XVIII e il XIX secolo e rappresentano un esempio della tecnica costruttiva tradizionale svedese nell'antica società rurale della provincia.
Le diverse fattorie non hanno struttura univoca, variano a seconda del luogo e dell'epoca costruttiva sono tuttavia accomunate dai materiali, dagli ampi edifici adibiti ad abitazione e dalla presenza di numerosi edifici accessori. La prosperità dei contadini si rifletteva nell'ambizione di costruire edifici di grandi dimensioni.
Le abitazioni principale sono di grandi dimensioni e riccamente docorate, spesso ospitavano due o tre generazioni di contadini, alcuni edifici accessori erano usati solo per festività altri solo per dormire. Spesso gli edifici sono a due piani ma vi sono anche esempi di case ad un solo piano con spazi sufficienti per due famiglie. 
Anche gli esterni sono riccamente decorati nei profili del tetto e con infissi e porte di ingresso decorati. 
Le fattorie più antiche sono più semplici, spesso squadrate e costruite intorno al cortile centrale, le fattorie risalenti all'inizio del XX secolo presentano maggiori decori esterni e talvolta ampi porticati.
L'interno delle fattorie è caratterizzato da numerosi decori interni, affreschi, stencil oppure costose tappezzerie. Nei motivi si trovano riferimenti biblici, fiabe locali, storie del posto che si mescolano con decorazioni che seguono lo stile kurbit tipico dei decoratori ambulanti della regione di Dalarna, con l'uso di motivi religiosi, fiocchi e grandi fiori. Costose tappezzerie d'importazione si combinano con dipinti popolari, motivi a stencil si ritrovano in diversi luoghi, pareti, soffitti e camini.
Nelle fattorie si trovano anche numerosi edifici di servizio collocati intorno al cortile, grandi fienili, legnaie locali per la forgia, per la produzione di birra e stalle a costituire un sistema di edifici accessori rimpiazzato, dopo la fine del XIX secolo dall'uso di un grande edificio in cui venivano svolte le diverse attività.
Spesso dalle fattorie dipendevano altri edifici come mulini, acquedotti e fattorie estive offrendo un quadro della società rurale di Hälsingland. Le fattorie sono collocate all'interno di villaggi le cui strutture risalgono talvolta ad epoche preistoriche.

## Fattorie incluse nel Patrimonio dell'Umanità
Bollnäs
- Gästgivars, Vallsta

Ljusdal
- Bommars, Letsbo
- Bortom åa, Fågelsjö
- Kristofers, Järvsö

Ovanåker
- Jon-Lars, Alfta
- Pallars, Alfta

Söderhamn
- Erik-Anders, Söderala

## Galleria d'immagini

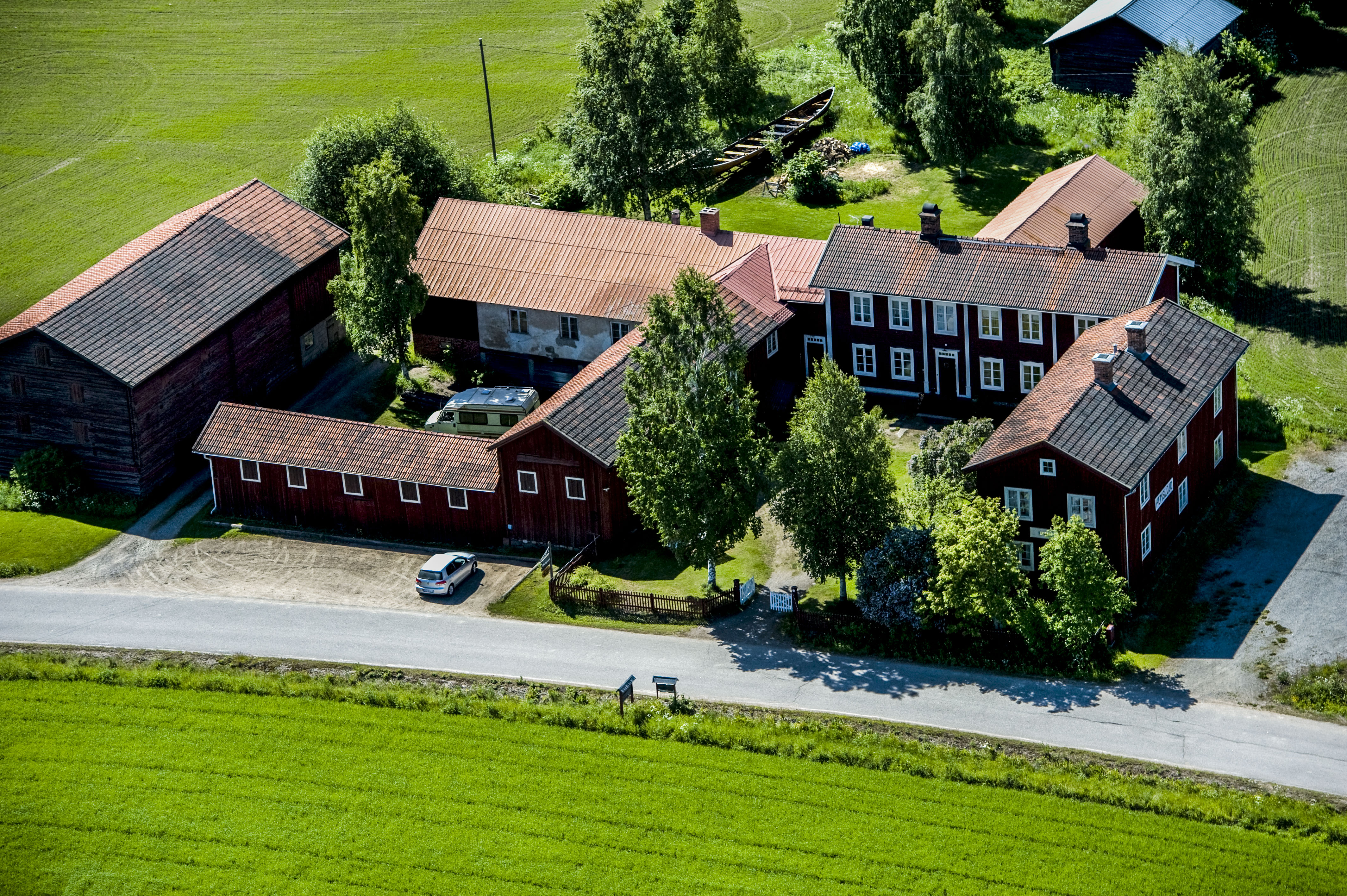
Vista su Gästgivars
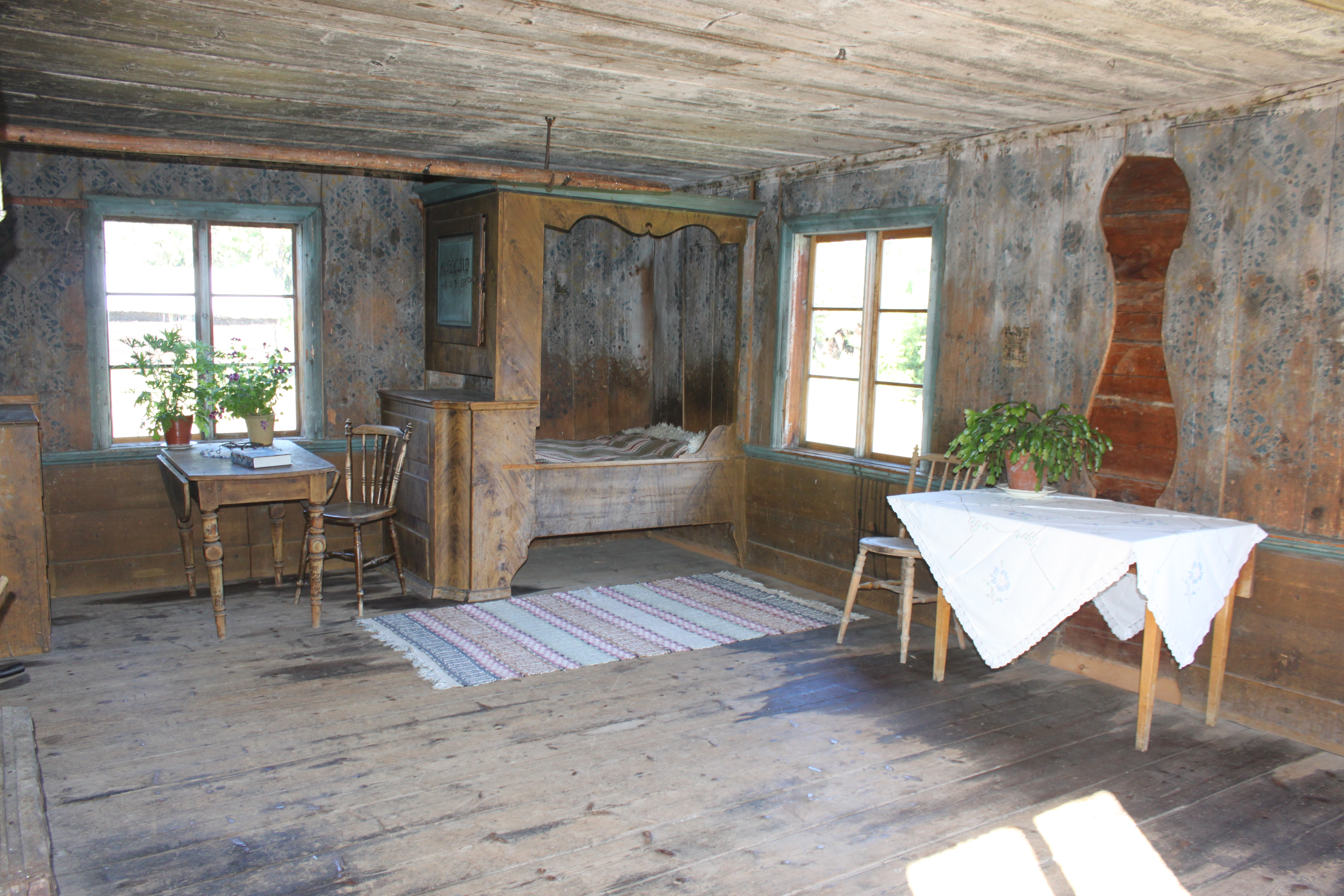
Bommars, gli interni
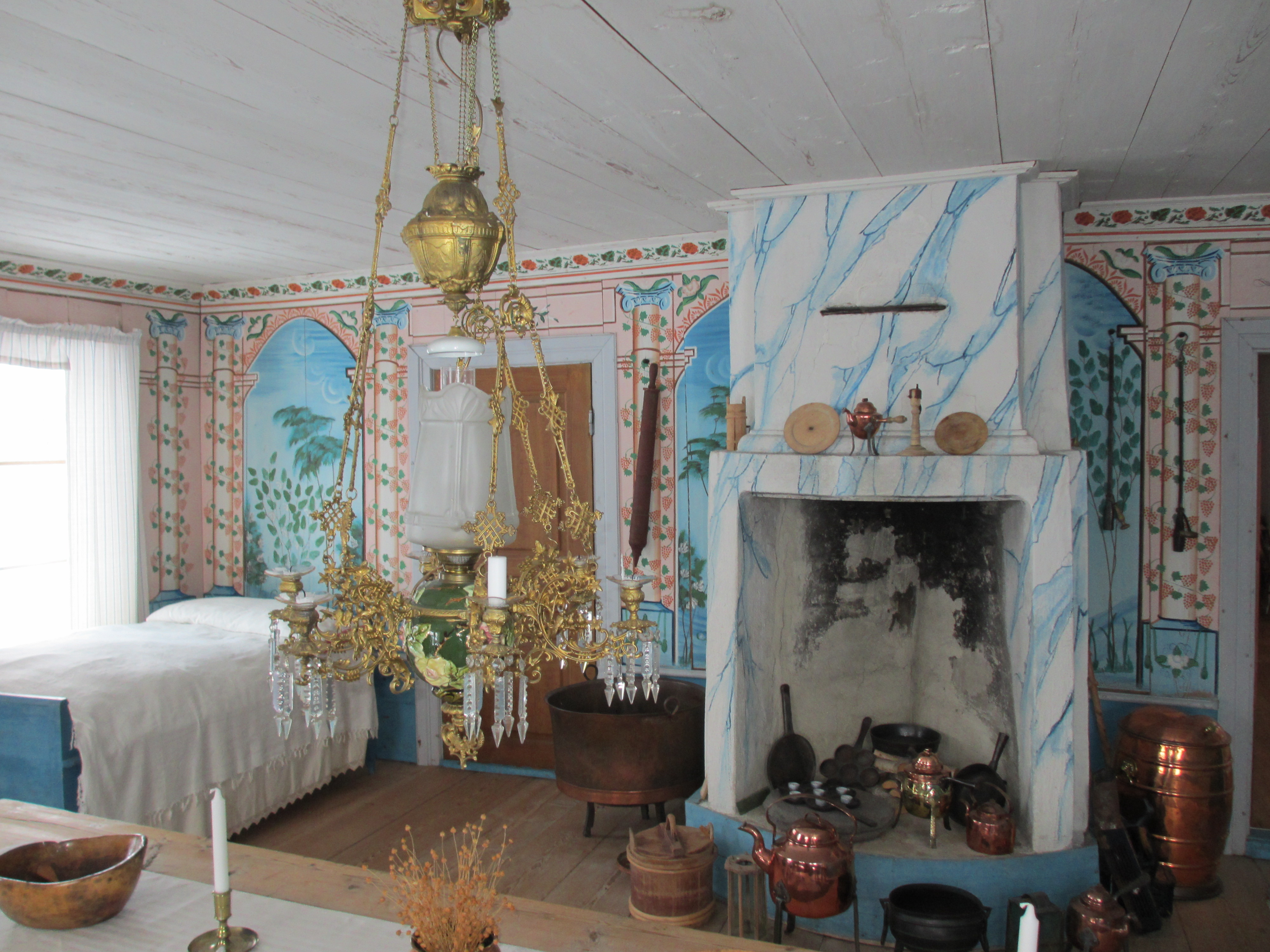
Jon-Lars, una stanza
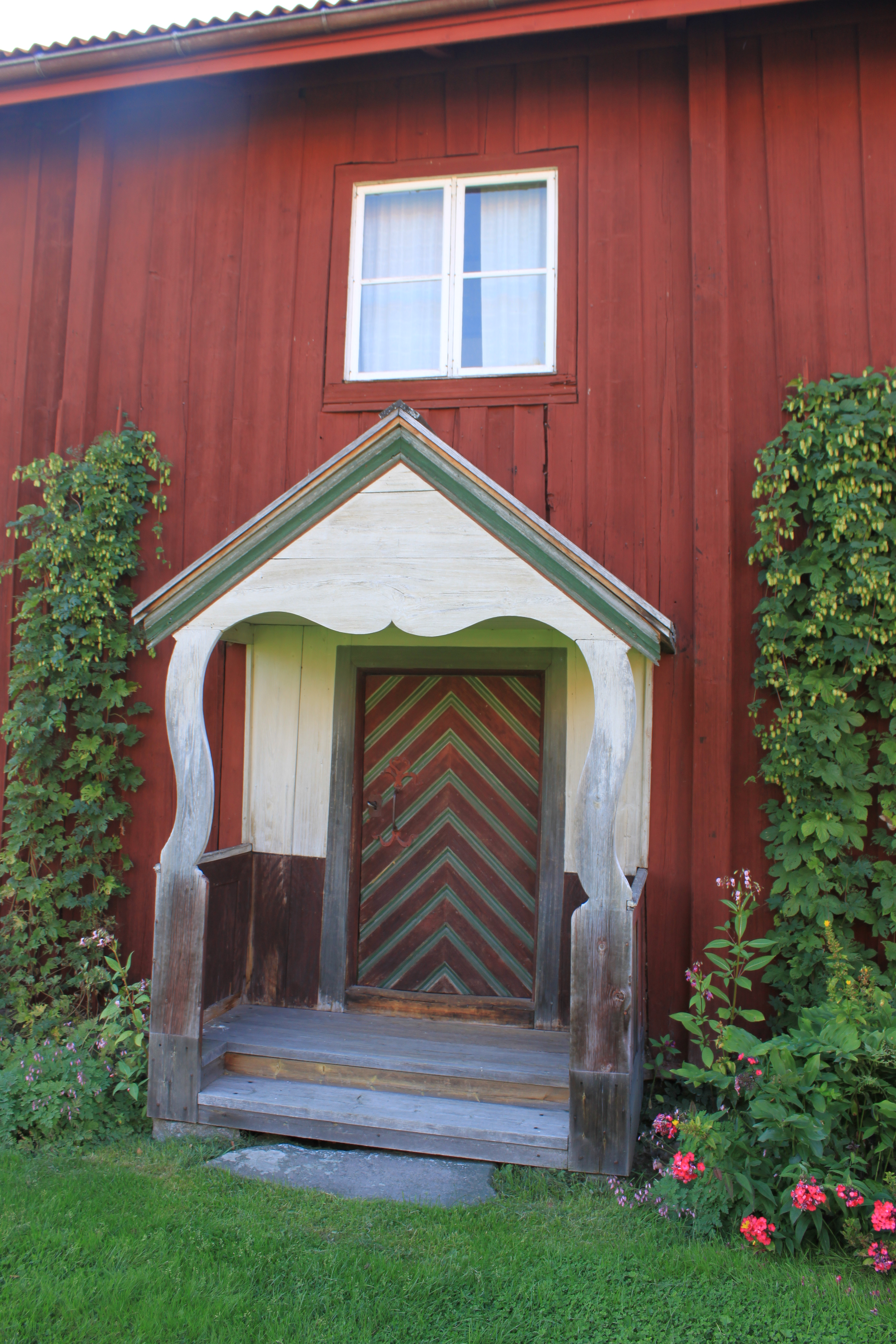
Dettaglio della porta della fattoria di Kristofers
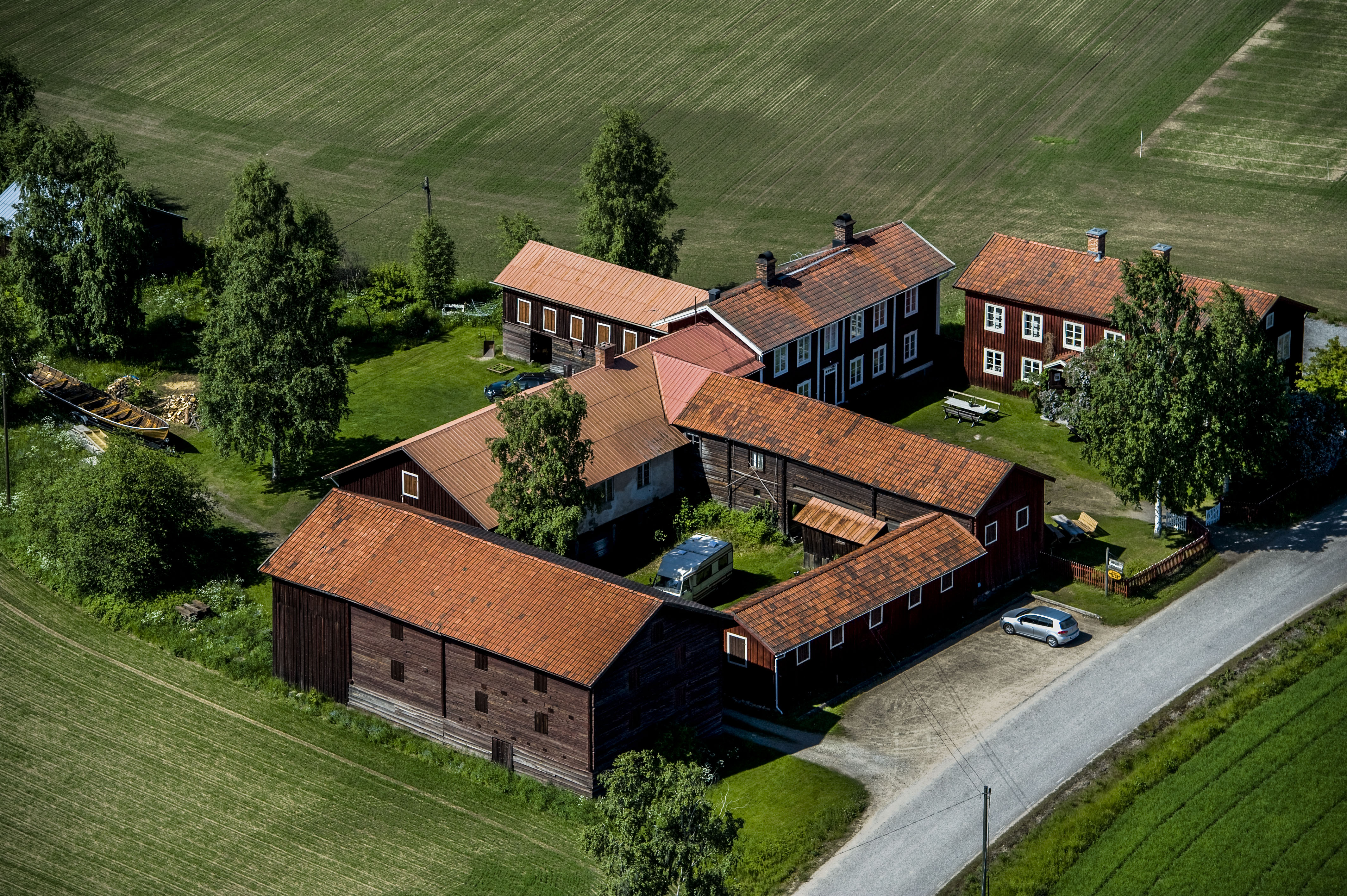
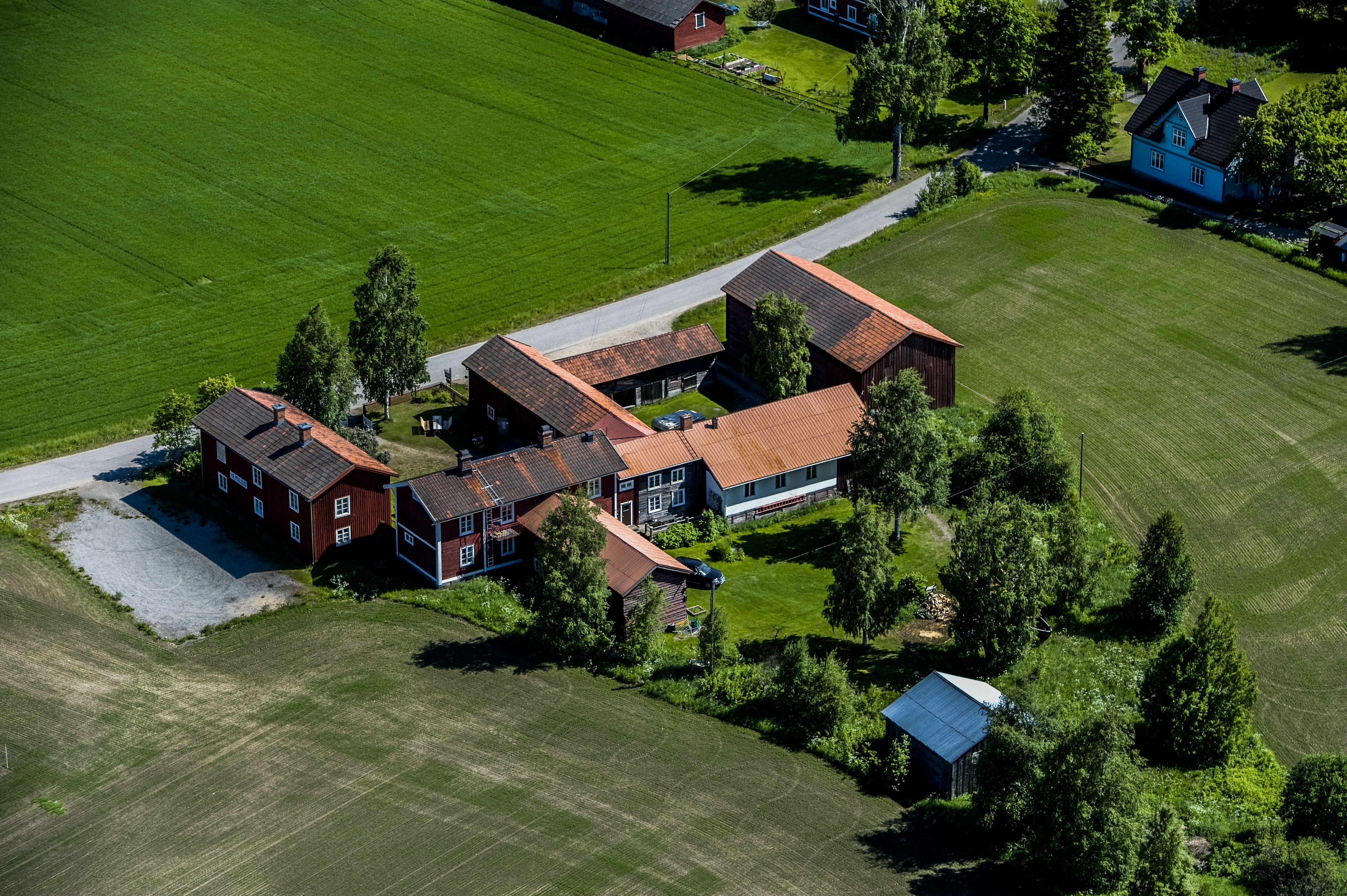
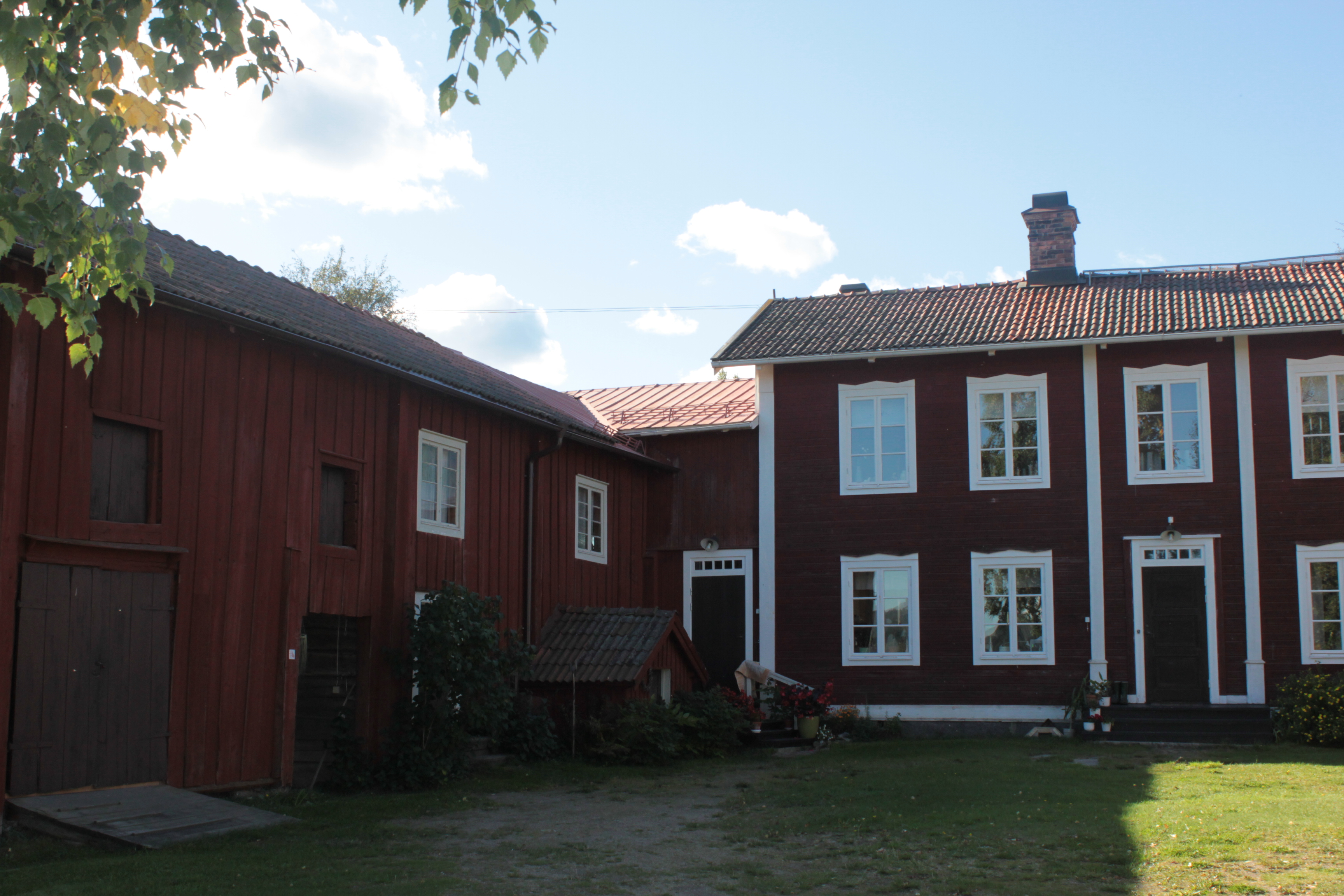
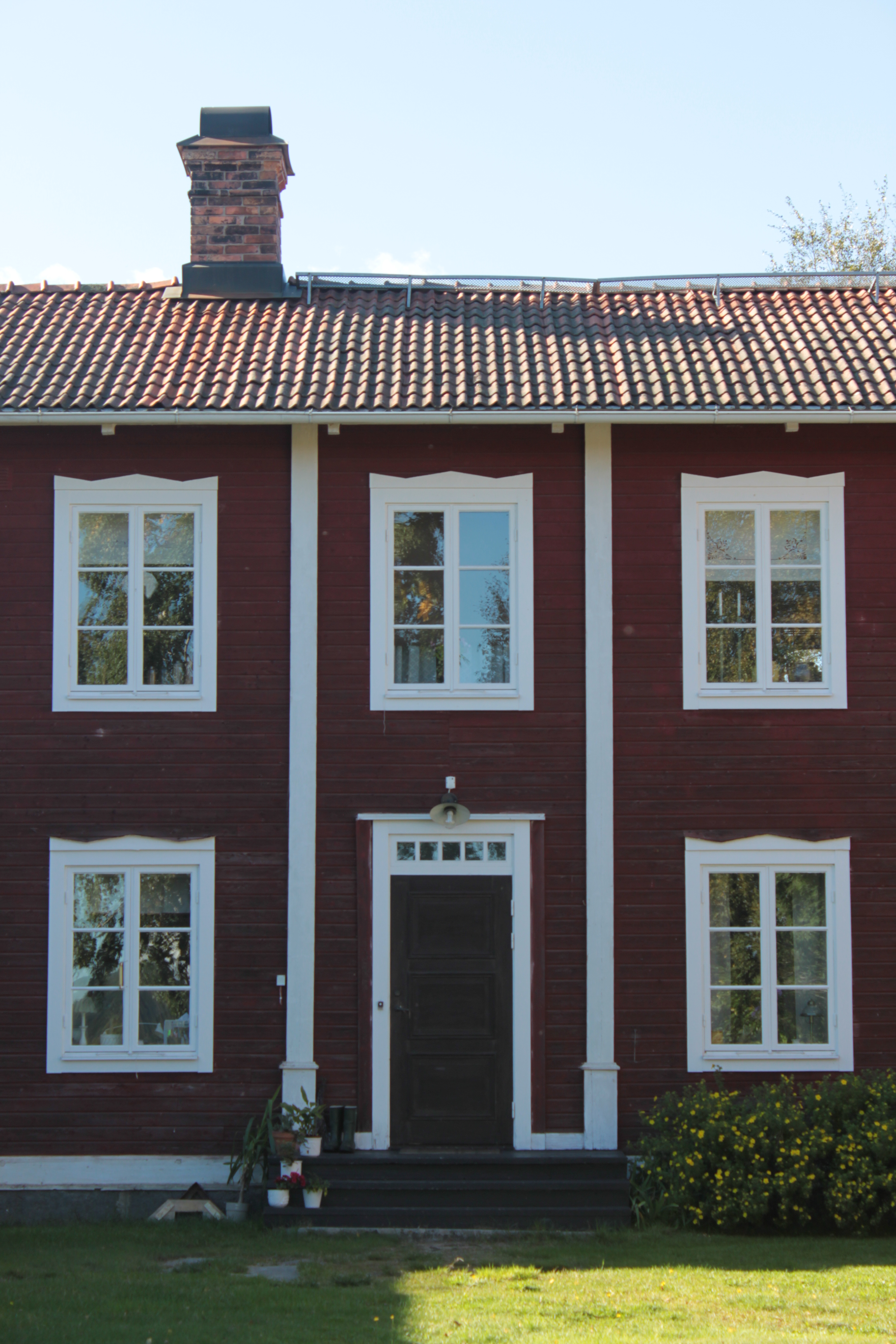
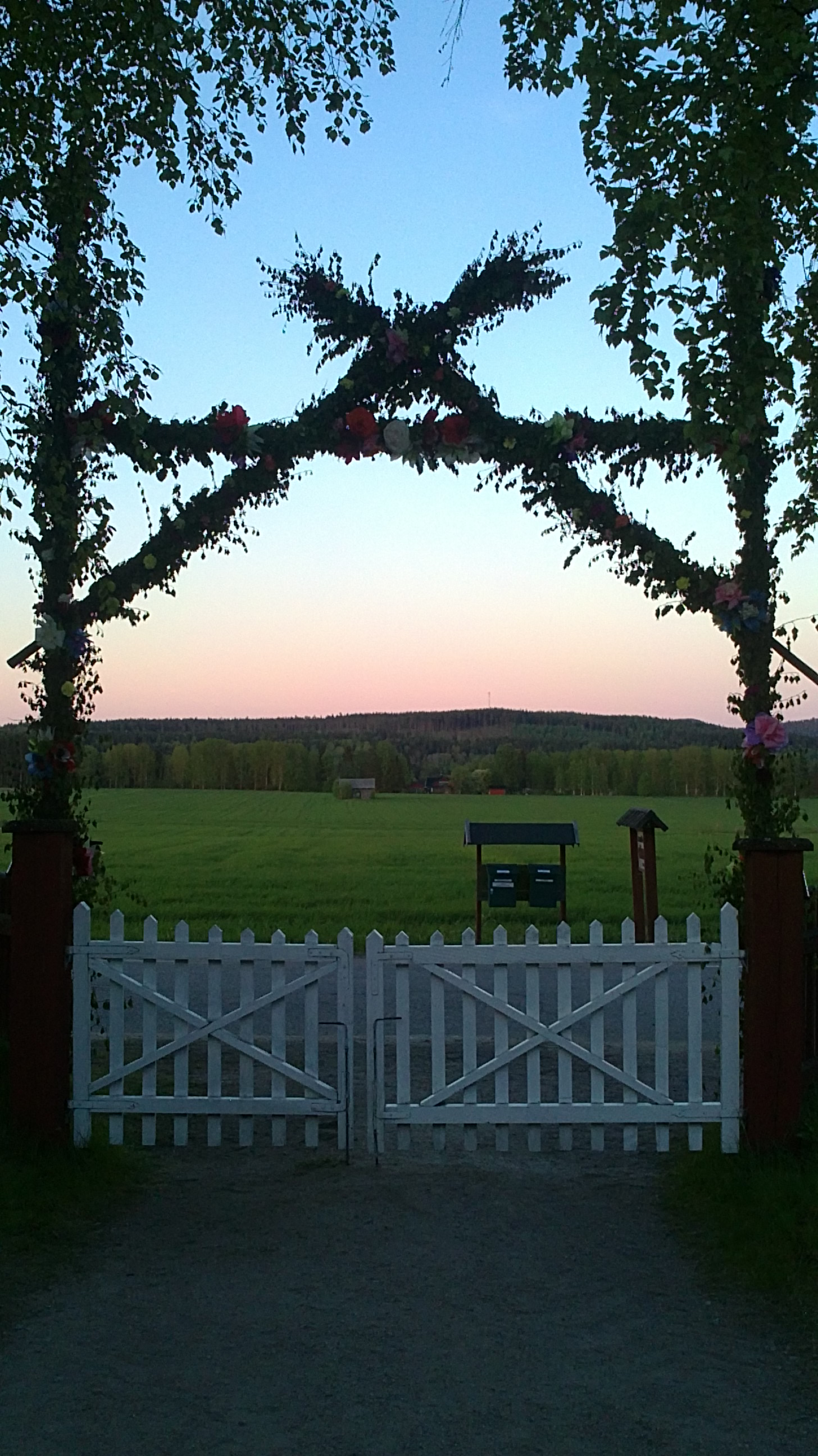
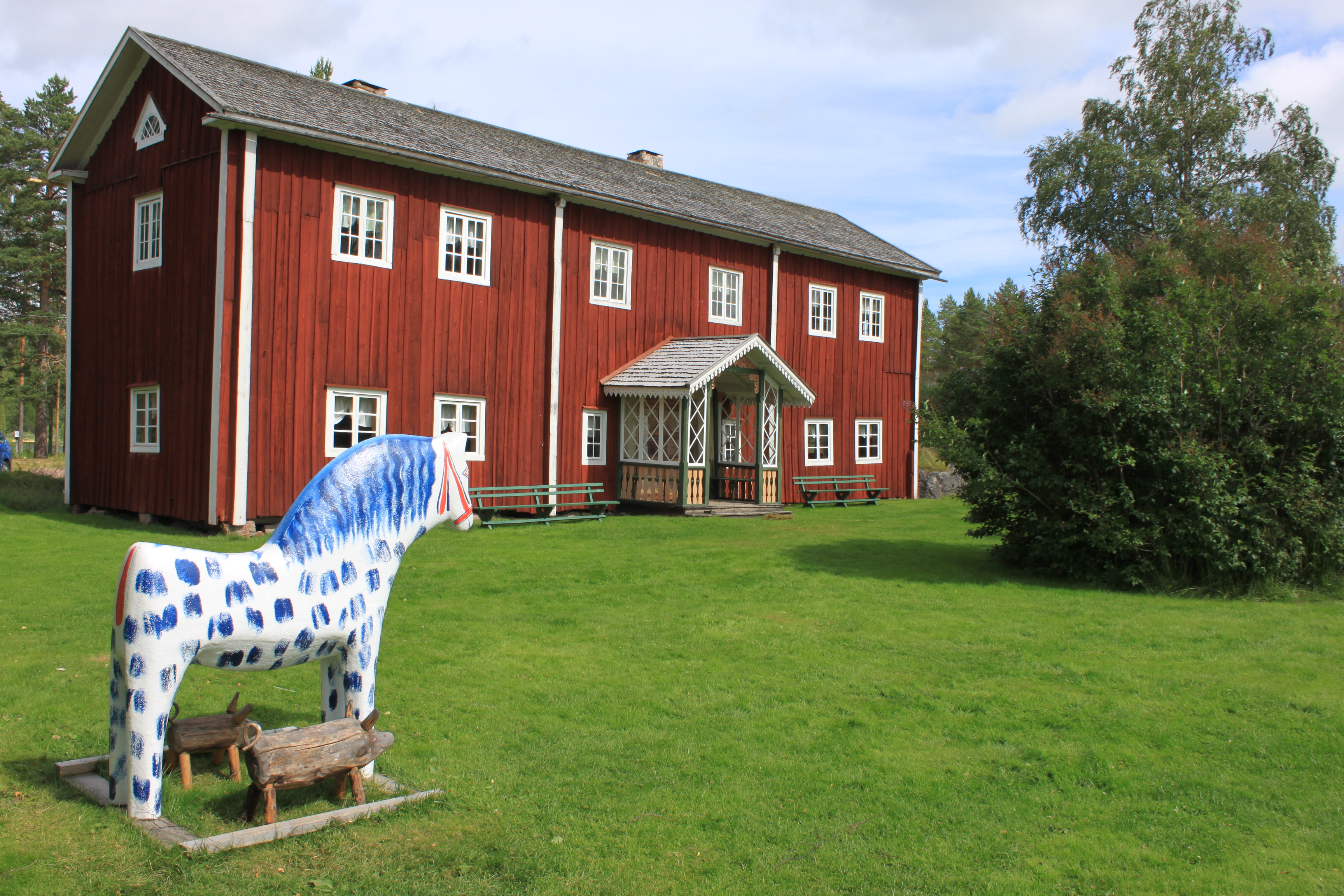
Fågelsjö Gammelgård
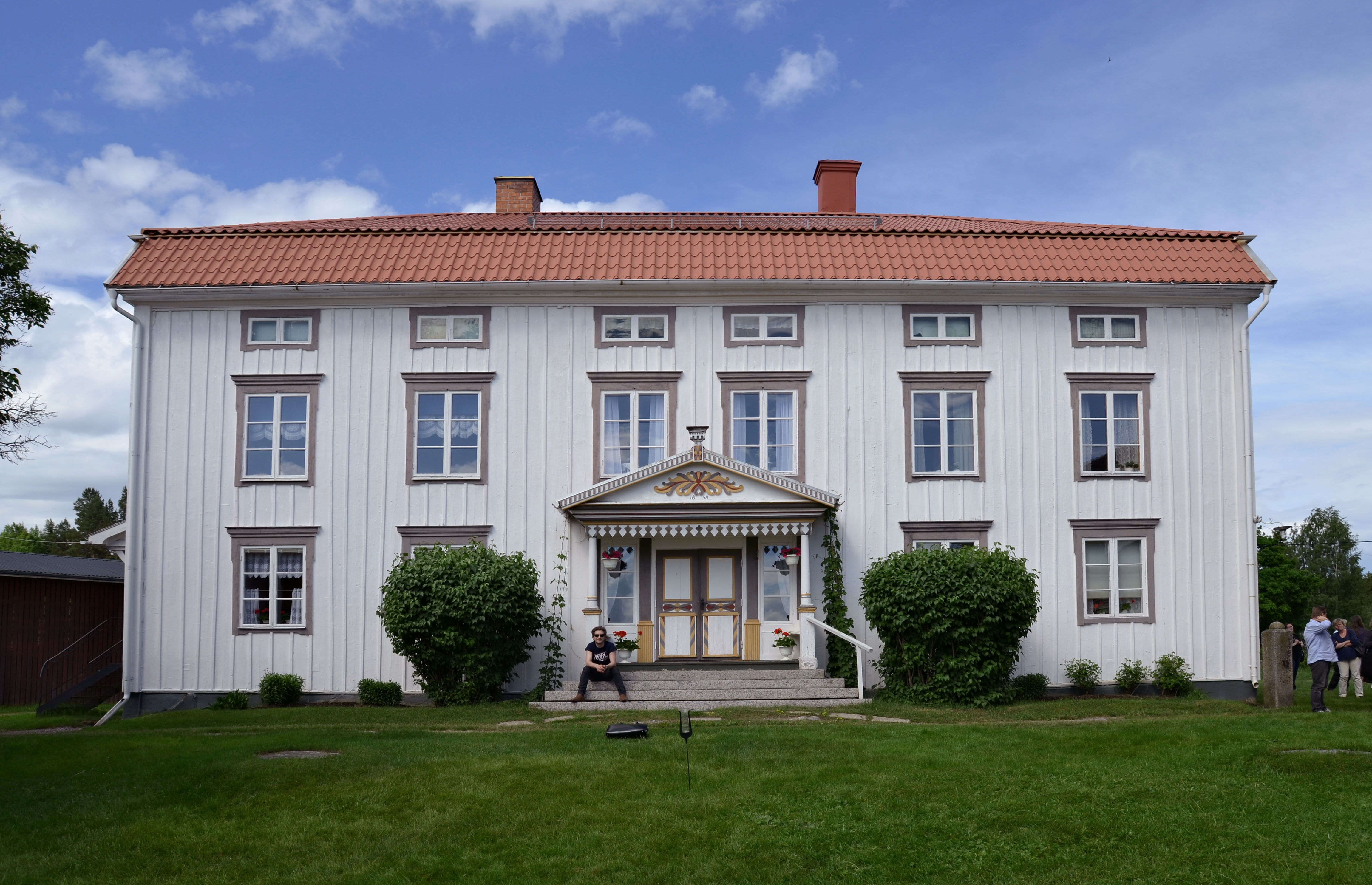
Pallars